# John Squires (militar)
El coronel John Squire (o Squires) fue un oficial del Ejército Británico que sirvió a finales del siglo XVIII y comienzos del XIX actuando en las campañas de Holanda (1799), Egipto (1801), las Invasiones Inglesas al Río de la Plata (1807), en la Expedición Walcheren y en la Guerra de la Independencia Española. Durante el período en que permaneció en situación de retiro, efectuó también importantes estudios y descubrimientos arqueológicos en Egipto y Grecia.

## Biografía
John Squire nació en 1780 en Londres, Inglaterra, primogénito del Dr. John Squire (1732-1816) de Ely Place, Londres, quien fundó en 1788 la Sociedad de Socorro de viudas y huérfanos de Médicos (Society for the Relief of Widows and Orphans of Medical Men). Hizo sus primeros estudios en la escuela Charterhouse con el Dr. Matthew Raine, tras lo que ingresó a la Real Academia Militar de Woolwich.
En enero de 1797 era ya teniente segundo de los Royal Engineers y el 29 de agosto de 1798 era ascendido a teniente primero.
En agosto de 1799, durante la Segunda Coalición, integró la expedición bajo el mando de Sir Ralph Abercromby al Helder. Tomó parte en la  acción del 10 de septiembre, donde fue herido, y en los combates de Bergen (19 de septiembre) y Alkmaar (2 de octubre).
A fines de ese mes regresó con el ejército a Inglaterra.
En 1801 marchó a Egipto y sirvió en la campaña en ese país bajo el mando de Abercromby y de Lord Hutchinson.
Estuvo presente en la batalla de Alejandría del 21 de marzo, la captura de Rosetta (8 de abril), de Fort St.Julien (19 de abril), el sitio de Alejandría (agosto) y su capitulación (2 de septiembre).

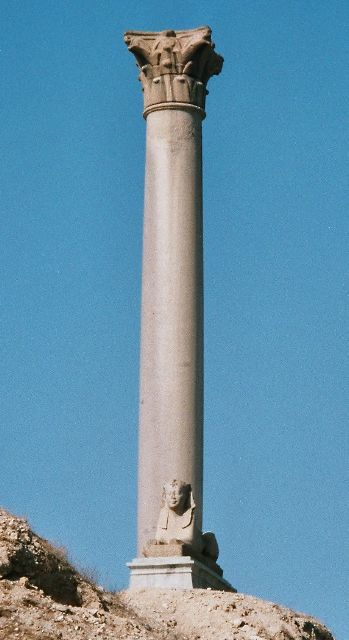
Pilar de Pompeyo.

Con el capitán de artillería William Martin Leake y William Richard Hamilton descifró la inscripción griega en el llamado Pilar de Pompeyo en Alejandría, un gigantesco pilar de granito rosado de 25 m de altura y 9 m de circunferencia que conmemora la victoria del emperador romano Diocleciano sobre el usurpador Domicio Domiciano en 297.
Tras la finalización de la campaña obtuvo licencia del servicio y junto a Leake y Hamilton recorrió Siria y Grecia. En Grecia levantaron planos y efectuaron minuciosos estudios de los escenarios de las batallas de Maratón, Termópilas y Platea.
Al dejar Atenas rumbo a Malta en el bergantín Mentor, transportando algunos de los mármoles de Elgin, su nave se hundió frente a la isla de Citera el 17 de septiembre de 1802, consiguiendo escapar a duras penas de la muerte. Con esfuerzo, algunos de los mármoles, notas y mapas de Squire pudieron recuperarse.
A comienzos de 1803 arribó a Inglaterra y presentó con Leake un memorial sobre el Pilar de Pompeyo ante la Sociedad de Anticuarios.
Reincorporado al servicio activo, fue promovido al grado de teniente capitán (captain lieutenant) en febrero de 1803 y a capitán segundo (second captain) el 19 de julio de 1804.
Fue asignado al distrito militar sur para la defensa de la costa de Sussex. El 1 de julio de 1806 fue promovido a capitán primero (first captain) y designado comandante del cuerpo de ingenieros en la segunda invasión inglesa al Río de la Plata.
Acompañó a Sir Samuel Auchmuty en la expedición. Condujo las operaciones del sitio de Montevideo (1807) hasta que la brecha abierta en sus murallas permitió la ocupación de la ciudad el 3 de febrero de 1807.
Actuó como comandante del cuerpo de ingenieros bajo el mando del mayor general John Whitelocke en sus operaciones sobre la ciudad de Buenos Aires entre el 28 de junio y el 5 de julio, que culminaron en el desastroso ataque y la capitulación de las fuerzas británicas.
Afectado a la vanguardia, fue el responsable de transmitir las órdenes del mayor general John Lewison Gower a Robert Craufurd de que detuviera su avance después de vencer a las fuerzas al mando de Santiago de Liniers en el Combate de Miserere al anochecer del 2 de julio, lo que permitió el reagrupamiento de las milicias y la organización de la defensa por parte de la población.
Si bien recibió la gratitud de Whitelocke por su desempeño, en marzo de 1808 fue presentado como testigo de la fiscalía en el juicio contra su comandante.
En abril de ese año acompañó a Sir John Moore en su expedición a Suecia y en el verano boreal integró su ejército en la campaña a Lisboa hasta la victoria de La Coruña del 16 de enero de 1809.
Esa misma noche embarcó de regreso a Inglaterra, donde arribó en el mes de febrero. En abril fue enviado por Lord Castlereagh en una fragata a una misión secreta en el Mar Báltico para relevar las defensas e importancia estratégica de la isla Bornholm a los efectos de instalar una estación naval.
El 28 de julio de ese año actuó como comandante de ingenieros de la división al mando del teniente general Sir John Hope, 4.º Earl de Hopetoun, en el ejército al mando del general John Pitt, 2.º Earl de Chatham, en la Expedición Walcheren.
El 30 de julio efectuó un reconocimiento con el capitán Peake del canal y costas del Río Escalda oriental.
Tomo parte activa en el sitio de Flesinga y estuvo presente en su captura el 14 de agosto, regresando a Inglaterra en diciembre.
En 1810 publicó anónimamente una obra titulada "A Short Narrative of the late Campaign of the British Army with Preliminary Remarks on the Topography and Channels of Zeeland", un detallado estudio de la geografía e historia de la campaña, incluyendo abiertas críticas a su conducción y proponiendo operaciones que, a su juicio, hubieran conducido al éxito de la campaña.
El 28 de marzo de 1810 se unió al ejército de Arthur Wellesley, I duque de Wellington en Portugal. Fue asignado al frente de Torres Vedras y en octubre fue puesto a cargo del distrito N°3 que cubría de Alhandra al valle de Calhandriz.
Durante la retirada de André Masséna en marzo de 1811, Squires acompañó a la división del general William Carr Beresford en auxilio de Campo Mayor (25 de marzo). A fines de ese mes los puentes que construyó sobre el río Guadiana y la brecha que practicó en las defensas de Olivenza condujeron a la captura de esa plaza el 15 de abril.
Sus servicios fueron también destacados en los sitios de Badajoz siendo mencionado por Wellington en sus partes. El 21 de junio fue agregado al ejército del teniente general Sir Rowland Hill, 1.º Vizconde Hill de Almaraz, en Extremadura. Tomó parte en la batalla de Arroyo del Molino del 28 de octubre de 1811, en la que el general francés Jean-Baptiste Girard sufrió una abrumadora derrota.
El 5 de diciembre fue promovido al grado de mayor. En marzo de 1812 fue uno de los dos comandantes (Burgoyne era el otro) en el tercer sitio de Badajoz bajo el mando de Sir Richard Flether, turnándose en jornadas de 24 horas en las trincheras hasta la caída de la plaza en el asalto del 6 de abril.
Por su desempeño, Wellington recomendó nuevamente a Squire en su parte, especialmente por su apoyo al mayor Sir James Wilson (1780-1847) y al regimiento N° 48 en la ocupación del revellín de San Roque.
El 27 de abril fue promovido a teniente coronel y condecorado con la medalla de oro por la campaña de Badajoz.
Continuó adscripto a la división de Hill, ocupándose en la destrucción del puente de botes tendido por los franceses sobre el Almares. Sin embargo se encontraba en extremo exhausto tras el esfuerzo en Badajoz y durante los trabajos para reparar el puente de Mérida, galopó para alcanzar a Hill cayendo de su caballo. Fue trasladado a Trujillo (España) donde permaneció afiebrado y postrado hasta su muerte el 19 de mayo de 1812. Se dijo de su muerte que "Rara vez la pérdida de un oficial de su rango fue tan deplorada" y coincidentemente "Nunca la pérdida de un oficial fue más profunda y sinceramente deplorada por sus amigos y soldados.